# Trophische Kaskade
Unter einer trophischen Kaskade versteht man eine über die Nahrungskette vermittelte Veränderung der Produktion eines Ökosystems durch den Einfluss von Raubtieren und anderen Fressfeinden auf Pflanzenfresser, sowie von Spitzenprädatoren auf Mesoprädatoren und deren Beutearten.

## Hintergrund
Innerhalb eines Ökosystems hängen die Produktion an Biomasse und der Stoffumsatz generell vom Trophieniveau ab. Grüne Pflanzen haben eine höhere Produktion an Biomasse als die Pflanzenfresser, diese eine höhere als die Konsumenten zweiter Ordnung (Fleischfresser) usw. Diese Nahrungspyramide ergibt sich aus den mit jedem Konsumtionsvorgang verbundenen Umwandlungsverlusten und aus dem Verbrauch an für die Lebenserhaltung erforderlicher Stoffwechselenergie. Die Organismen der höheren Trophieniveaus sind also im Regelfall durch das Nahrungsangebot aus dem darunter liegenden Trophieniveau (d. h. ihrer Nahrung oder Beute) in ihrer eigenen Produktion limitiert. Es gibt eine größere Menge an grünen Pflanzen als an Pflanzenfressern, mehr Pflanzenfresser als Fleischfresser usw. Die Relationen in der Biomassenproduktion zwischen den Trophieniveaus stehen meist in einem festen Verhältnis zueinander, typischerweise etwa 1:10, das entspricht 90 % Verlust beim Übergang in ein höheres Niveau.
Allerdings beobachtet man in vielen untersuchten Ökosystemen, dass die tatsächlichen Verhältnisse von diesem Modell abweichen. Die Populationsdichte einer pflanzenfressenden Tierart wird in diesen Fällen nicht durch ihre Nahrungsressourcen „von unten“, sondern „von oben“ durch ihre Prädatoren begrenzt bzw. reguliert. Dadurch wird die Populationsdichte der jeweiligen pflanzenfressenden Arten geringer, als es dem Nahrungsangebot nach zu erwarten wäre. Ist nun die Dichte der Pflanzenfresser unter ihren Erwartungswert vermindert, können die Bestände ihrer Nahrungspflanzen zunehmen und eine größere Menge an Biomasse aufbauen. Das bedeutet: Indirekt, durch ihren Einfluss auf die Pflanzenfresser, bestimmen in einem solchen System die Prädatoren die Produktion an pflanzlicher Biomasse entscheidend mit. Auch Krankheiten oder Parasiten können am Ende einer Nahrungskette stehen und mit einem Top-Down-Effekt den Bestand einer pflanzenfressenden Tierart verringern. Das Biotop enthält dann mehr pflanzliche Biomasse als ein anderes vergleichbarer Produktivität, in dem ein solcher Effekt nicht besteht. Dieser indirekte Effekt, den die Prädatoren auf Primärproduzenten ausüben, wird „trophische Kaskade“ genannt.
Der Einfluss trophischer Kaskaden ist nicht auf Ökosysteme mit drei Trophieniveaus beschränkt. Auch Prädatoren zweiter, dritter und höherer Ordnung können durch ihren Einfluss auf Organismen der jeweils unter ihnen liegenden Niveaus ebenso trophische Kaskaden auslösen. Würde ein Spitzenprädator der vierten Ebene die Dichte der Prädatoren des darunter liegenden Niveaus, die Mesoprädatoren stark vermindern, können die Pflanzenfresser dadurch häufiger werden als erwartet, und dadurch nun wieder die Pflanzenbiomasse stark vermindern. Da in realen Ökosystemen die Zahl der Trophieniveaus aus energetischen Gründen meist bei drei bis vier und in selteneren Fällen darüber liegt, spielen solche Effekte in der Praxis eine geringere Rolle.
Ist in einem Ökosystem eine trophische Kaskade wirksam, kann man dies experimentell nachweisen. Dazu muss man die Bestandsdichte des Prädators, von dem man annimmt, dass von ihm eine trophische Kaskade ausgeht, experimentell vermindern. In dem Fall, in dem eine Kaskade wirksam ist, sollte nun nicht nur die Biomasse seiner Beuteart oder Beutearten ansteigen, sondern im trophischen Niveau darunter sollte sich die Biomasse nun verringern. Zum Beispiel könnte sich ein Bestand an Pflanzen verringern, wenn ein Prädator aus dem System entfernt wurde. Passiert das nicht, war keine trophische Kaskade wirksam. In diesem Fall ist es wahrscheinlicher, dass das System von unten her gesteuert ist, z. B. durch Umweltfaktoren wie die Niederschlagsmenge und den Nährstoffgehalt des Bodens, der die Biomassenproduktion der Pflanzen viel stärker begrenzt, als es in diesem Fall der betreffende Fleischfresser vermag. Solche „Experimente“ können auch unbeabsichtigt erfolgen, wenn ein Ökosystem durch menschlichen Einfluss verändert worden ist.

## Fallbeispiele
Trophische Kaskaden wurden von Ökologen in einer Vielzahl von Ökosystemen nachgewiesen. In einer Serie klassischer Experimente konnten Carpenter und Kitchell in mehreren nebeneinander liegenden kleinen Seen trübes Wasser mit hohem Phytoplanktongehalt oder klares Wasser mit wenig Phytoplankton dadurch erzeugen, indem sie die Dichte der Raubfische (die selbst andere Fische, aber kein Plankton fressen), erhöhten oder verminderten. Diese Resultate konnten in zahlreichen weiteren Studien bestätigt werden. An der flachen Felsküste der St.Margarets Bucht, Nova Scotia, konnte gezeigt werden, dass das Abfischen von Hummern zum Verschwinden der ausgedehnten Seetangwälder geführt hat. Grund war hier die Ausbreitung von Seegurken, die den Tang abweiden. Die Seegurken wurden so lange von den Hummern kurz gehalten. Es wird angenommen, dass trophische Kaskaden in aquatischen Ökosystemen bedeutsamer sind und häufiger auftreten als in terrestrischen Systemen. Das zeigen zumindest zahlreiche Beispiele.
Trophische Kaskaden können auch durch Verhaltensänderungen ausgelöst werden. Im Yellowstone-Nationalpark im westlichen Nordamerika beobachtete man über Jahrzehnte einen kontinuierlichen Rückgang der Amerikanischen Zitterpappeln (Populus tremuloides), die dort als Ufergehölze an Bächen und Flüssen wachsen. Neben anderen Faktoren lag die Ursache hierfür im starken Wildverbiss durch Wapiti-Hirsche, die durch Abfressen der Jungpflanzen die Naturverjüngung verhinderten. Seit der Wiederansiedlung des Wolfes 1995 beobachtete man eine Erholung der Uferwäldchen. Das wurde von einigen Autoren so gedeutet, dass Vegetationsstruktur des Gebiets von der Anwesenheit der Wölfe abhing, wobei diese als Prädatoren einen indirekten Effekt darauf hätten. Andere Autoren hingegen stellten später fest, dass, obwohl Wölfe sich durchaus auf die Anzahl der Hirsche auswirken, neben Grizzlybären noch andere Faktoren eine Rolle spielen: Dezimierung der Hirschpopulation durch Dürre sowie Bejagung von Hirschen, die im Winter aus dem Park abwandern. Wissenschaftler verglichen die Pappeln in Bereichen, in denen die Gefahr eines Wolfsangriffs hoch oder niedrig war, und kamen zu dem Ergebnis, dass die höchsten Pappeln in Bereichen wuchsen, in denen Biberstaudämme eine Überflutung der Bachauen herbeiführten, so dass die Wapitis nicht mehr an den Uferbewuchs herankamen. Die Forscher spekulieren, dass nach dem Abzug der Wölfe in den 1920er Jahren bei fehlender Bejagung der Hirsche im Nationalpark die Wapitis derart viel von den jungen Pappeln fressen konnten, dass keine mehr für die Lebensraumgestaltung der Biber übrig blieben, was damals zum Verschwinden der Biber führte, also eine komplexere Form der trophischen Kaskade.
Die großen Pflanzenfresser wie Wapitis, Weißwedelhirsche, Elche und Bisons werden durch die Wölfe in ständiger Bewegung gehalten und äsen nicht mehr über mehrere Tage auf ein und derselben Fläche und fressen nicht mehr jeden jungen Baumtrieb ab. Auch meiden sie Gebiete, in denen sie Wölfen zum Opfer fallen können. Bei Antiprädator-Verhalten in Form von räumlichem Ausweichen wirkt der Kaskaden-Effekt nicht durch Erbeuten, sondern durch Vertreiben der betreffenden pflanzenfressenden Arten.

## Bedeutung
Über den generellen Einfluss trophischer Kaskaden in Ökosystemen gibt es innerhalb der ökologischen Wissenschaft noch keine Einigkeit. Obwohl die Existenz des Phänomens generell kaum bestritten wird, ist seine Relevanz unklar. Während einige Forscher Kaskaden in nahezu allen Ökosystemen am Werk sehen, sind sie nach anderer Ansicht eher seltene Ausnahmefälle. In zahlreichen Studien wurde teilweise der Einfluss von Kaskaden wahrscheinlich gemacht, während sich in vielen anderen Fällen keine solchen Effekte nachweisen ließen. Als Effekte, die dem Wirken von Kaskaden in natürlichen Systemen entgegenwirken, wurden u. a. ausgemacht: starke räumliche Heterogenität des Lebensraums, stark vernetzte Nahrungsnetze (anstelle einfacher Nahrungsketten), geringe Produktivität und Nährstoffgehalte, geringe Effizienz von Pflanzenfresser- oder Räuberarten.